# 戦闘効率
戦闘効率(Combat effectiveness)とは部隊が戦闘を遂行する効率である。

## 概要
軍事的な研究の上で、戦闘効率を問題として提起したのは18世紀のナポレオンとクラウゼヴィッツである。
ナポレオンは士気の要素が物質的な要素に対して戦闘の効率を3倍に引き上げることを主張した。この主張は部隊の兵員数だけではなく、その部隊の性質が重要な役割を果たしていることを示唆している。クラウゼヴィッツは戦闘の結果を決定する三つの決定的な要因として、部隊の人員数、戦闘の効率、そして部隊の戦闘の資質を挙げている。ナポレオンもクラウゼヴィッツも戦闘効率を計算するための定式化を試みているが、攻撃に対する防御の優位性、気候や地形などの自然環境などを考慮に入れると戦闘効率に関与する要因はさらに増大する。
そこで20世紀に入ってから、デュパイは1973年の中東戦争の研究から、戦闘効率の問題について考察している。この戦争ではゴラン戦線においてイスラエル軍の6万名の戦力とアラブ連合軍の15万名の戦力が対峙している。部隊の人員数に相当の差があるが、この二つの戦力は実質的には同程度の戦力であることが考えられる。この場合、イスラエル軍はアラブ連合軍に対して2.5倍の戦闘効率であることが分かる。
このように戦闘効率の差について、デュパイは相対的な戦闘効率値を(Combat Effectiveness Value, CEV)として求めており、数学的モデルとして定式化している。その結果、軍事技術、軍事的プロフェッショナリズム、そして戦闘効率の諸要素の三点が戦闘効率には関連しており、特に最後の戦闘効率の構成要素にはリーダーシップ、訓練、士気、団結、兵站効率、時間と空間、機動、指揮通信、情報、主導権、戦機が列挙できると考えられている。